# Eospalax rothschildi
Eospalax rothschildi — вид мишоподібних гризунів родини сліпакові (Spalacidae). Вид є ендеміком Китаю, зустрічається у провінціях Ганьсу, Хенань, Хубей, Шаньсі, Сичуань.